# Poorhouse Rock
«Poorhouse Rock» (укр. «Бідняцький рок») — фінальна, двадцять друга, серія тридцять третього сезону мультсеріалу «Сімпсони», прем'єра якої відбулась 22 травня 2022 року у США на телеканалі «Fox».

## Сюжет
У церкві дітей ведуть до недільної школи з Гелен Лавджой. Там Барта просять представити свою роботу на тему «Шануй батька і неньку», де хлопчик розповідає, що Мардж є взірцем для наслідування, а Гомер — дурнем і як доказ представляє відео минулого.
Тим часом Гомер втомився від служби і використовує Меґґі як привід, щоб вибратися з храму. Побачивши презентацію Барта, який думає, що батько — невдаха, Гомер лютує.
Вдома Мардж переконує Гомера взяти сина на роботу, що змінить уявлення Барта про батька. Наступного дня він бере Барта на АЕС, хоча хлопчику не цікаво це.
На станції Гомер показує Барту найкращі частини його роботи, завойовуючи повагу Барта. Наступного ранку Барт одягається так само, як Гомер, і оголошує, що хоче стати інспектором з ядерної безпеки, як і батько. Гомер стає сучасним героєм для Барта, що він проявляє іншим дітям, хоча Ліса мовчазно скептична до цього…
Барт знову відправляється до Гомера на завод, але знаходить у його кабінеті лише прибиральника. Той у музичному номері починає розповідь про історію середнього класу США. Приєднується і Ліса, яка репом пояснює, що робота Гомера є застарілою і більше не існує. Барт намагається протистояти їм наводячи як контраргумент нові технології заробітку (криптовалюта, соціальні мережі тощо). Однак, йому показують йому грубу реальність того, що заробити гроші на них неможливо, з допомогою пенсіонерів Спрінґфілда.
Барт усвідомлює, що це правда, і втікає до свого будиночка на дереві. Там знову ж з'являється прибиральник, який каже хлопчику «спалити все» (соціальну систему). Однак, Барт неправильно трактує його слова (бо «система освіти також жахлива») і спалює на мангалі свій одяг з роботи Гомера. В результаті полум'я перекидається на дерево. На щастя, Барта рятує пожежна охорона Спрінґфілда. Послухавши, що ця робота добре цінується і завжди затребувана, Барт нарешті, вирішує, що хоче стати пожежником.

## Виробництво
Дизайнером персонажів у сцені на дивані є венесуельський художник Spike Monster. Художник попередньо опублікував малюнки до всіх попередніх серій 33 сезону.
Сюжет серії є відповіддю шоу на статтю «The Atlantic» від лютого 2021 року про те, що середній клас Сімпсонів більше не є реалістичним. За словами сценариста епізоду Тіма Лонга, «роздумуючи про це кілька днів, ми [команда] прийшли до неминучого висновку: це має бути мюзикл!».
Музичний номер «Goodbye, Middle Class» (укр. «Бувай, середній клас») є найдовшим музичним номером мультсеріалу. Він складається з кількох композицій і має загальну довжину понад 7 хвилин (8 ― з перервою на рекламу). Авторомами слів є Тім Лонг і Лоуренс О'Кіф, композиторомм ― Лоуренс О'Кіф. Згодом закадрового охоронця, який стримує Барта на АЕС, назвали на честь О'Кіфа ― Ларрі.
Запис реплік і співу запрошених зірок Г'ю Джекмана і Роберта Райха проводився у листопаді 2021 року. За словами Лонга, який був режисером озвучування, працювати з Джекманом було його мрією.
|  | Він робив дубль за дублем за дублем. У якийсь момент він оголосив: «Я люблю співати!» І це видно! |

Демо-запис репу Ліси спочатку виконала 8-річна донька Лоуренса О'Кіфа.
Серія стала останньою, над якою працював давній музичний редактор «Сімпсонів» Кріс Ледезма. За словами виконавчого продюсера Метта Селмана, Ледезма услужливо помітив, що музичний кліфгенгер 1-го акту був не в тому місці.

## Культурні відсилання та цікаві факти
- Назва серії і музичний елемент ― відсилання до американської дитячої програми «Schoolhouse Rock!»[11].
- Серіал, який дивляться жінки на початку ― пародія на костюмований телесеріал від «Netflix» «Бріджертони»[12].
  - Дизайн красенів і красунь з шоу заснований на членах творчої команди «Сімпсонів»[13].
- Коли Гомер у минулому влаштовується на роботу до містера Бернса, то статуя білого ведмедя у кабінеті замінена статуєю білого ведмежати[14].
- Серед керівників корпорацій, які відбирають «шматок пирога у народу» є містер Бернс, Скрудж Мак-Дак, Багатенький Річі та маскот «Монополії»[11].
- Композиція, яку виконують пенсіонери ― відсилання до мюзиклу «Знедолені»[15].
  - Пенсіонери скаржаться, що «Facebook» (яким керує персонаж Марка Цукерберга) живиться їхнім страхом і вбиває демократію[16].
  - У пісні з'являється пародія на американського ведучого Такера Карлсона, що промовляє «Путіна у президенти ― далі на „Fox News“»[16].

## Ставлення критиків і глядачів
Під час прем'єри серію переглянули 0,93 млн осіб, з рейтингом 0.3, що зробило її другим найпопулярнішим шоу на каналі «Fox» тієї ночі, після «Сім'янина».
Тоні Сокол з «Den of Geek» дав серії чотири з п'яти зірок, сказавши:
|  | «Сімпсони» повернули своє коріння проти естеблішменту. Будинок на дереві — це метафора. Хоча це, ймовірно, не перерве щорічні епізоди «Будинок жахів на дереві», [і] це [сцена] травматично набагато страшніше. Фінал сезону завершує танець, який почався, коли Метт Селман почав «замовляти музику»…. |

Маркус Ґібсон із сайту «Bubbleblabber» оцінив серію на 7,5/10, сказавши:
|  | У серії недостатньо пісень, щоб її можна було вважати мюзиклом, а її теми намагаються відповідати жвавості мелодії. Однак у сюжеті та комедії достатньо моментів, щоб забезпечити приємну мелодійну подорож світом економіки. Гумор, пов'язаний із пародією на «Бріджертонів», був гідним відволіканням, допоки не настала пародія на «Schoolhouse Rock» у другій половині [епізоду]. Включення співочого Г'ю Джекмана також робить фінал цього сезону мелодійним задоволенням для людей, яким сподобалися його гармонійні таланти. |

Згідно з голосуванням на сайті The NoHomers Club більшість фанатів оцінили серію на 4/5 із середньою оцінкою 3,61/5.